# Sul tsin iare
"Sul tsin iare" (dansk: Fortsæt) er en sang af Oto Nemsadze, der vil repræsentere Georgien ved Eurovision Song Contest 2019 i Tel Aviv.